# A Sermon, a Narrative and a Prayer
A Sermon, a Narrative and a Prayer è una cantata per soli, voce narrante, coro e orchestra composta da Igor' Fëdorovič Stravinskij tra il 1960 e il 1961. L'opera appartiene al periodo seriale del compositore.

## Storia
Nel 1959 Paul Sacher, direttore dell'orchestra da camera di Basilea, che già nel 1946 aveva commissionato a Stravinskij il Concerto in re per archi, chiese al compositore una nuova opera per la sua formazione orchestrale. Iniziata nel 1960 la Cantata fu terminata ad Hollywood il 31 gennaio 1961. La prima esecuzione avvenne a Basilea allo Stadttheater il 23 febbraio 1962.

## Analisi
Così come Threni composta nel 1958 si basava su testi derivati dall'Antico Testamento, questa nuova cantata di Stravinskij utilizza invece brani dal Nuovo Testamento tratti dalle Lettere di Paolo e dagli Atti degli Apostoli; i brani sono nella versione inglese della King James Bible ed a questi si aggiunge una preghiera del poeta elisabettiano Thomas Dekker tratta da Quattro uccelli dell'Arca di Noè. Le tre parti sono così strutturate:
- 1. A Sermon: We are saved by hope (dalle Epistole di San Paolo)
- 2. A Narrative: Then the twelve called the multitude unto them ( La lapidazione di Santo Stefano tratta dagli Atti degli Apostoli)
- 3. A Prayer: Oh my God (da Thomas Dekker)

Il primo brano, A Sermon,  si fonda sulle parole di San Paolo ispirate alla speranza ed è diviso in otto sezioni di cui la prima è un preludio strumentale; nelle altre si alternano il tenore solista ed il coro accompagnati dall'orchestra, mai al completo, come del resto accade in tutta la composizione. Nella seconda parte, a Narrative, entra in scena la voce narrante a cui seguono le due voci soliste senza il coro, sempre però con accompagnamento strumentale; con toni drammatici  viene qui rievocato il martirio di Santo Stefano. La terza ed ultima parte è una preghiera che invoca la benedizione del Signore per poter un giorno essere chiamati al Suo cospetto. L'Alleluja finale, introdotto dai due solisti e cantato dal coro, è sottolineato da un ostinato dei tam-tam, dei contrabbassi, del pianoforte e dell'arpa. La tecnica dodecafonica è impiegata da Stravinskij con grande maestria in ogni aspetto contrappuntistico con relativi canoni ed imitazioni. Dopo l'omaggio a Webern fatto nel Canticum Sacrum, qui non c'è più alcun riferimento al suo puntillismo, ma, al tempo stesso, un superamento ed un ritorno ai canoni di Threni.

## Organico
Voce narrante, contralto, tenore, coro misto; orchestra composta da due flauti, due oboi, due clarinetti, due fagotti, quattro corni, tre trombe, due tromboni, basso tuba, tre tam-tam, pianoforte, arpa, archi.